# Laguna de Bay
Die Laguna de Bay ist der größte See der Philippinen und der drittgrößte Süßwassersee im südostasiatischen Raum nach dem Tonle Sap in Kambodscha und dem Tobasee auf der Insel Sumatra, Indonesien. Er befindet sich auf der Insel Luzon zwischen den Provinzen Laguna im Süden und Rizal im Norden. 
Die Metro Manila befindet sich im Nordwesten an der Küste. Die Fläche des Sees beträgt 949 km², er hat eine durchschnittliche Tiefe von nur 2 m, die maximale Tiefe beträgt 20 m. Der See hat eine Form, die an ein W erinnert, mit zwei Halbinseln, die von der Nordküste hineinragen. 
Die Laguna de Bay fließt über den Pasig in die Manilabucht ab. Der See ist übersät von Fischernetzen ortsansässiger Fischer, die dort regelmäßig fischen.
Die weitaus größte der neun Inseln des Sees ist die Talim-Insel, die Teil der Ortschaften Binangonan und Cardona in der Provinz Rizal ist.
Laguna de Bay (spanisch „See von Bay“) ist benannt nach der Stadt Bay in der Provinz Laguna. Nach dem in Pila gedruckten Vocabulario de Lengua Tagala von 1613 war der Name vor der spanischen Kolonisierung Pulilan.